# APF TV Fun
APF TV Fun var en tidlig PONG-klon produceret af APF Electronics Inc. i England i 1976. Den kom med 4 spil indbygget, indbygget højtaler, og 2 kontrolknapper. Den kunne bruge enten den inkluderede AC-adapter eller 6 store batterier. 
"TV Fun pakken" var den første konsol fra APF, som før kun var en udvikler af regnemaskiner og andet mindre elektronisk udstyr. TV Fun havde kun begrænset succes, muligvis på grund af, at TV Fun kun havde 4 spil indbygget – tennis, hockey, håndbold og squash, alle baseret på PONG-konceptet, og fordi den ikke havde nogen kassettemulighed. APF kom dog senere med APF Imagination Machine, som havde større succes.
| Spillekonsol | Spire Denne spillekonsolsrelaterede artikel er en spire som bør udbygges. Du er velkommen til at hjælpe Wikipedia ved at udvide den. |